# Bisfenol C
Bisfenol C, ou 2,2-bis(3-metil-4-hidroxifenil)propano, é o composto orgânico de fórmula C17H20O2.
Tem aplicação como matéria-prima para policarbonato, poliéster e resinas epóxi.

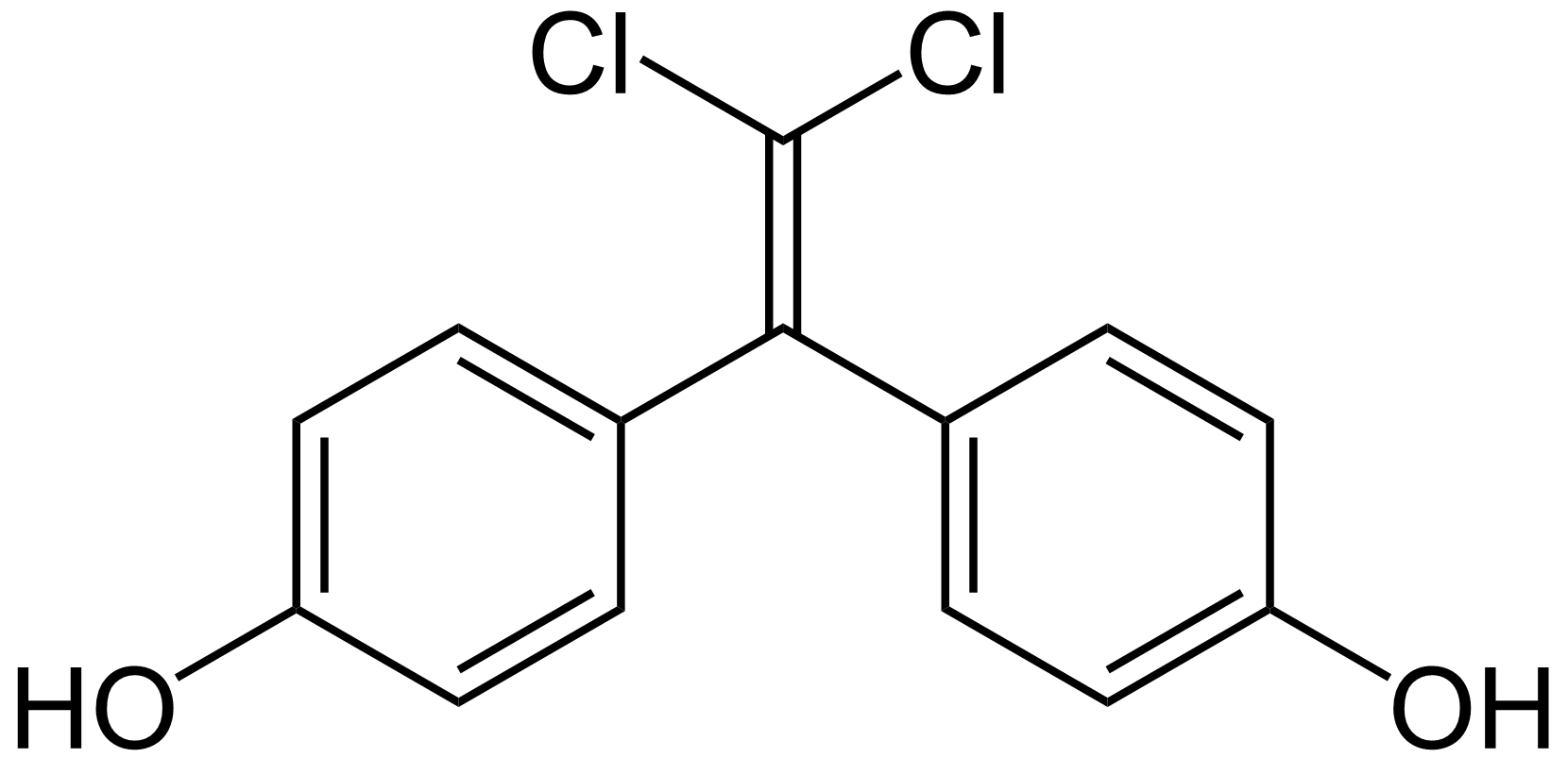
O bis(4-hidroxifenil)-2,2-dicloroetileno, também chamado de bisfenol C.

No mercado químico, também se chama de bisfenol C o composto organoclorado de fórmula C14H10Cl2O2, quimicamente bis(4-hidroxifenil)-2,2-dicloroetileno ou 4,4'-(2,2-dicloroeteno-1,1-diil)difenol ou 4,4'-(diclorovinilideno)difenol, classificado com o número CAS 14868-03-2. Este composto possui massa molecular de 281,13 e ponto de fusão 213-217 ºC ºC